# 竹下派七奉行
竹下派七奉行（たけしたはしちぶぎょう）とは、1980年代後半に竹下登、金丸信が自民党内に結成した経世会（竹下派）において、竹下、金丸の後継者と目された7人の有力政治家を指した言葉。彼らの歴史は、基本的に竹下系と金丸系の対立を軸に推移する。小渕・橋本・奥田の3人については、このうちいずれか1人を入れないでいうことも多くもあり、その場合は六奉行と呼ばれた。
鳩山由紀夫も竹下派であるが八奉行とは呼ばない。ただし、小沢とともに「小鳩」と呼ばれることがある。

## 竹下派七奉行一覧

### 竹下系
- 小渕恵三
  - 通称「ぶっさん」「おぶっちゃん」「凡人」「鈍牛」「冷めたピザ」「昼行燈」「人柄の小渕」「ビルの谷間のラーメン屋」「平成おじさん」「真空総理」「ブッチホン」「ボキャ貧」「恵ちゃん」「1日総理を毎日やってる人」
  - 政務ポスト：内閣総理大臣、外務大臣、内閣官房長官、総理府総務長官、沖縄開発庁長官、総理府総務副長官、建設政務次官、郵政政務次官
  - 党（派閥）ポスト：自民党総裁、自民党副総裁、自民党幹事長、平成研究会会長、平成政治研究会会長、経世会会長、経世会副会長

- 梶山静六
  - 通称「ろくちゃん」「軍人」「武闘派」「大乱世の梶山」「梶さん」
  - 政務ポスト：通商産業大臣、法務大臣、自治大臣、国家公安委員会委員長、内閣官房長官、内閣官房副長官、通商産業政務次官、建設政務次官
  - 党（派閥）ポスト：自民党幹事長、自民党国対委員長

- 橋本龍太郎
  - 通称：「ハッシー」「龍ちゃん」「龍様」「橋龍」「政界の玉三郎」「怒る、威張る、すねる」「政策通」「無事の橋本」「タフ・ネゴシエーター」「ポマード」「足下総理」「アンパン総理」「課長補佐」
  - 政務ポスト：内閣総理大臣、副総理、大蔵大臣、通商産業大臣、厚生大臣、運輸大臣、沖縄開発庁長官、行政改革担当大臣、規制改革担当大臣、沖縄及び北方対策担当大臣、厚生政務次官
  - 党（派閥）ポスト：自民党総裁、自民党幹事長、自民党政調会長、平成研究会会長

### 金丸系
- 羽田孜
  - 通称：「孜ちゃん」「ミスター政治改革」「改革病患者」「省エネルック」「ガンコ者」「平時の羽田」「政務の羽田（角栄評）」「バカボンのパパ」
  - 政務ポスト：内閣総理大臣、副総理、農林水産大臣、大蔵大臣、外務大臣
  - 党（派閥）ポスト：新生党党首、太陽党党首、民政党代表、新進党副党首、民主党幹事長、民主党特別代表、民主党最高顧問、改革フォーラム21代表

- 渡部恒三
  - 通称：「ナベさん」「黄門様」「会津のケネディ」「おしゃべり恒三」
  - 政務ポスト：衆議院副議長、厚生大臣、国家公安委員会委員長、通商産業大臣、自治大臣
  - 党（派閥）ポスト：自民党国対委員長、民主党国対委員長、民主党最高顧問、新進党国会運営委員長、新進党政務会長、新進党総務会長

- 奥田敬和
  - 通称：「ケンカ屋」
  - 政務ポスト：衆院議院運営委員長、郵政大臣、国家公安委員会委員長、自治大臣、運輸大臣
  - 党（派閥）ポスト：自民党国対委員長、民主党最高顧問、民政党最高顧問、太陽党最高顧問

- 小沢一郎
  - 通称：「いっちゃん」「豪腕（剛腕）」「壊し屋」「乱世の小沢」「党務の小沢（角栄評）」「平成の三木武吉」「オザーさん」
  - 政務ポスト：衆院議院運営委員長、自治大臣、国家公安委員会委員長、内閣官房副長官
  - 党（派閥）ポスト：自民党幹事長、経世会会長代行、新生党代表幹事、新進党幹事長、新進党党首、自由党党首、民主党代表代行、民主党副代表、民主党代表、民主党幹事長、国民の生活が第一代表、生活の党代表、生活の党と山本太郎となかまたち共同代表、自由党共同代表

## 沿革

### 七奉行の台頭
中曽根康弘は5年間内閣総理大臣を務め、竹下の自民党総裁就任にあたって影響力を行使したものの、リクルート事件で党籍離脱に追い込まれたため、経世会への求心力がますます高まった。その頃から七奉行は次々と要職に起用されてゆき、権力の中枢を歩むことになる。宇野政権では大逆風となった1989年参院選に敗れた橋本幹事長が「チクショー」と悔しがるシーンがTVで放映され話題となったが、この参院選では不人気の宇野首相に代わり、人気弁士として全国を応援に回った橋本が評価を高めることになった。
こうして最初に総裁候補とされたのが1989年のポスト宇野総裁選びでの橋本だった。しかし、この時小沢が橋本の女性スキャンダルを探し出した。これが「一龍戦争」の発端である。結局、金丸が担いだ海部政権では、橋本と入れ替わるように小沢が幹事長に就任。海部政権の長期化と共に小沢の権力伸張は著しくなる。金丸の威光を背景に政策を牛耳り、竹下派竹下系を政策中枢から外したため、橋本・梶山らが不満を募らせる。
1991年5月の東京都知事選挙では、小沢は都連と対立した上に敗北。この責任を取り小沢が幹事長辞任、後任幹事長に派副会長だった小渕が就任。しかし、小沢は同じく派副会長から会長代行に昇格、派での影響力を増すことになった。この異動には将来小沢を会長に据えたい金丸の意向があった。これに対し竹下は総裁再登板こそ望まなかったものの、金丸と小沢の強引さについて危惧しており、小沢を会長に据えることには反対だった。
1991年9月、小選挙区法案を巡り、解散反対派の金丸系と、解散賛成派の竹下系が完全に対立する。海部は選挙制度改革派の若手に押され「重大な決意で臨む」と記者会見などで発言し解散して信を問う決意を固め、小渕幹事長も解散準備を行うものの、解散決定の閣議15分前に小沢会長代行が海部に「経世会は解散を支持せず」と伝える。進退窮まった海部は内閣総辞職に追い込まれた（海部おろし）。この時は金丸系と竹下系の役回りが逆だったと思われていることが多い。
10月10日、自由民主党総裁選挙において海部の後継総裁を争った宮沢喜一・渡辺美智雄・三塚博との面接を行ったのが小沢と渡部であり、小沢の個人事務所で実施されたことから「小沢面接」と呼ばれた。当選回数や年齢などで上の人間を自分の事務所に呼びつけた小沢面接には党内外から批判の声が上がった。小沢は祝日にホテルを確保するのは面倒だったと回想している。金丸は最終的に鶴の一声で渡辺支持から宮沢支持に切り替えた。

### 竹下派の後継会長抗争
竹下派会長だった金丸信が1992年に発覚した東京佐川急便事件で会長職を辞任したのをきっかけに、後継会長を巡る派内抗争に発展した。夏季休暇を狙って事件を公表し、わざわざ玄関で強制捜査を撮影させる有様だった。この結果、派閥オーナーである竹下と、会長代行である小沢の対立が深刻化した。
七奉行は竹下側に立った「小渕・橋本・梶山」と、表の羽田、裏の小沢を二枚看板とする「小沢・羽田・渡部・奥田」に分裂することになる。後継会長人事で、竹下系は竹下の側近中の側近である小渕を推し、小沢・羽田系は清新なイメージの羽田を推した。両者は中間派であった羽田グループの引き込みに奔走。竹下は「羽田会長」「羽田総裁」を約束し、小沢は「選挙制度改革」を訴えた。強硬な政治改革論者だった羽田は、小沢に合流することを選択。羽田と親密だった奥田らも同調した。
衆議院では小沢系が67人中35人と過半数を固めたものの、参議院は衆議院を握ればそちらへ流れると見て工作を怠った。一方小渕系は竹下の命を受けた青木幹雄・斎藤十朗らが小渕支持工作に奔走し38人中30人を固め、直後の金丸・竹下・小沢の3者会談で小沢が竹下をなじる一幕があった（参院は小沢の「参院は（衆院さえ固めれば）後からついて来る」という参院軽視発言が瞬時に伝わったため、それまで衆院で優勢な体制を築き上げつつあったにもかかわらず参院側の離脱を招いた。また、先に事務所の金庫を押さえたのも竹下側だった）。最終的に会長を決定する経世会最高幹部会で、座長の原田憲が小渕支持の座長見解を出し、小渕が後継会長の座に就いた。
旧竹下系は小渕派となり、第4派閥に転落した。一方の小沢・羽田系44名は経世会を離脱して改革フォーラム21（羽田派）を立ち上げた。これによって竹下派七奉行は同じ派閥の中で活動することはなくなった。

### 政界再編
竹下に支えられた宮沢改造内閣で冷遇された羽田派はやがて自民党を離党して新生党に発展し、自民党の55年体制を崩壊させた。一方小渕派は徐々に力を取り戻し、自民党の政権復帰後は1995年の総裁選で梶山・野中広務が橋本総裁実現に大きく貢献した。橋本は総理就任後梶山を官房長官に就け、構造改革・財政再建を断行する。
1997年頃、連立相手をめぐり梶山は新進党内で孤立しかけていた小沢と保保連合構想を模索し、自社さ派の野中広務と対立する。1997年9月、橋本と小渕が自社さ派に屈する形で自社さ派の勝利で対立が決着した。これにより梶山が官房長官を辞任し、橋本と決別することになった。
橋本内閣は景気の悪化による1998年の参議院選大敗の責任をとり総辞職。後継総裁をめぐって、野中ら自社さ派の推す小渕と保保派の推す梶山が真っ向から対立。橋本は同年齢、同期で最大の親友である小渕を支持し、梶山は小渕派を離脱して総裁選に出馬した結果、竹下による小泉純一郎擁立もあり、小渕政権が誕生。一方、1998年7月には奥田が死去している。
小渕政権は前任の橋本改革路線とは正反対の経済財政政策を採り、景気回復に努めた。この頃から野中広務・青木幹雄・村岡兼造らポスト七奉行世代の実力者が派をリードするようになった。
2000年5月小渕が死去すると、派閥会長は橋本が引き継いだ。小渕と橋本は政策的には距離があったが政局では一度も敵対することはなかった。しかし会長になっても橋本改革路線は復活せず、野中・青木・村岡を含めた集団指導体制になった。また、2000年には竹下・梶山が相次いで死去している。
2001年3月、ポスト森総裁選に野中を推す声が派内で高まるが、青木が強硬に反対し実現せず、結局橋本が再び立候補することになった。橋本は野中の要望を聞き入れ総裁時代の改革路線を大幅に修正し、景気回復との両立を図ることを公約に立候補したが、青木と「変人」小泉の前にまさかの大敗北を喫した。
2004年7月、日歯連闇献金事件が発覚したことで橋本は会長を辞任し、派閥からも離脱。そのまま次期衆議院議員選挙に立候補することなく2005年の郵政解散を以て政界から引退した。
2006年7月、橋本龍太郎が腸管虚血で死去。
2009年8月、得票確保に疾走した小沢の功績もあり、民主党が衆議院議員総選挙において絶対安定多数を上回る308議席を獲得。第1党に躍進。民主党の政権交代直後の内閣総理大臣指名選挙の議場にて戦友とも言うべき羽田と労を労うシーンも見られた。なお、羽田はこの任期をもっての引退を示唆している。
2012年12月16日に行われた第46回衆議院議員総選挙において、前述の羽田に加えて渡部も出馬せず引退した（羽田・渡部に加え初当選同期で連続当選していた森喜朗も引退）。小沢が15回当選（かつ連続）し、当選挙における唯一の最多当選者となった。
2017年8月28日、羽田孜が老衰で死去。2020年8月23日、渡部恒三が老衰で死去。第202回国会召集時点で小沢が唯一の現職議員かつ存命者となった。
2019年12月28日、小沢が衆議院議員在職50年を迎える。
2021年10月31日に行われた第49回衆議院議員総選挙において、小沢が小選挙区で落選。比例東北ブロックにおける比例復活により18回当選（かつ連続）の最多当選は死守した。なお、2024年10月27日に行われた第50回衆議院議員総選挙においては、小沢が小選挙区で当選し19選（前回小選挙区で当選した相手候補は、いわゆる「裏金議員」であったため、比例重複での立候補ができず落選）。

## 評価
橋本・羽田・小沢・梶山の4人は金丸信から、無事の橋本・平時の羽田・乱世の小沢・大乱世の梶山と評された。奥田・小沢・梶山・橋本はトップダウン型、小渕・羽田・渡部は調整型のリーダーとされるものの、根回しは7人とも優れていた。

## 七奉行の経歴
- 1963年
  - 11月21日 - 第30回衆議院議員総選挙（小渕・橋本初当選）
- 1969年
  - 12月27日 - 第32回衆議院議員総選挙（梶山・羽田・渡部・奥田・小沢初当選）
- 1973年
  - 11月25日 - 第2次田中角栄内閣第1次改造内閣（小渕:総理府総務副長官）
- 1974年
  - 11月11日 - 第2次田中角栄内閣第2次改造内閣（梶山:内閣官房副長官）
- 1978年
  - 12月7日 - 第1次大平内閣（橋本:厚生大臣）
- 1979年
  - 11月9日 - 第2次大平内閣（小渕:総理府総務長官兼沖縄開発庁長官）
- 1983年
  - 12月27日 - 第2次中曽根内閣（奥田:郵政大臣　渡部:厚生大臣）
- 1985年
  - 12月28日 - 第2次中曽根内閣第2次改造内閣（羽田:農林水産大臣　小沢:自治大臣兼国家公安委員長）
- 1986年
  - 7月22日 - 第3次中曽根内閣（橋本:運輸大臣）
- 1987年
  - 7月4日 - 経世会結成。
  - 11月6日 - 竹下内閣（小渕:官房長官　梶山:自治大臣兼国家公安委員長　小沢:内閣官房副長官）
- 1988年
  - 12月27日 - 竹下改造内閣（小渕:官房長官　羽田:農林水産大臣　小沢:内閣官房副長官）
- 1989年
  - 6月3日 - 宇野内閣（梶山:通商産業大臣　橋本:幹事長）
  - 8月10日 - 第1次海部内閣（橋本:大蔵大臣　渡部:自治大臣兼国家公安委員長　小沢:幹事長）
- 1990年
  - 2月28日 - 第2次海部内閣（梶山:法務大臣（9月13日-）　橋本:大蔵大臣　奥田:自治大臣兼国家公安委員長）
  - 12月29日 - 第2次海部改造内閣（橋本:大蔵大臣）
- 1991年
  - 4月 - 小渕:党幹事長。
  - 11月5日 - 宮澤内閣（羽田:大蔵大臣　渡部:通商産業大臣　奥田:運輸大臣）
- 1992年
  - 12月 - 梶山:党幹事長。
  - 12月18日 - 改革フォーラム21独立。
- 1993年
  - 6月18日 - 嘘つき解散。
  - 6月22日 - 羽田・渡部・奥田・小沢、自民党離党。
  - 6月23日 - 新生党結成（羽田:党首　渡部:代表幹事代行　小沢:代表幹事）
  - 7月18日 - 第40回衆議院議員総選挙。自民党、野党転落。
  - 8月9日 - 細川内閣（羽田:副総理兼外務大臣）
- 1994年
  - 4月25日 - 羽田、第80代内閣総理大臣指名。
  - 6月25日 - 羽田内閣、総辞職。
  - 6月30日 - 村山内閣（橋本:通商産業大臣）
  - 12月10日 - 新進党結成（羽田:副党首　渡部:幹事長代理　小沢:幹事長）
- 1995年
  - 8月8日 - 村山改造内閣（橋本:通商産業大臣）
  - 12月 - 新進党党首選（小沢当選）
- 1996年
  - 1月11日 - 橋本、第82代内閣総理大臣指名。
  - 1月11日 - 第1次橋本内閣（梶山:官房長官）
  - 11月7日 - 第2次橋本内閣（梶山:官房長官　渡部:衆議院副議長）
  - 12月26日 - 太陽党結成（羽田:党首）
- 1997年
  - 9月11日 - 第2次橋本改造内閣（小渕:外務大臣）
  - 12月31日 - 新進党解党。
- 1998年
  - 1月6日 - 自由党結成（小沢:党首）
  - 1月23日 - 民政党結成（羽田:代表）
  - 4月27日 - 民主党結成
  - 7月16日 - 奥田、胃癌により死去。
  - 7月30日 - 橋本内閣、総辞職。
  - 7月30日 - 小渕、第84代内閣総理大臣指名。
- 2000年
  - 4月2日 - 小渕、脳梗塞発症。
  - 4月4日 - 小渕内閣総辞職。
  - 5月14日 - 小渕、脳梗塞により死去。
  - 6月6日 - 梶山、閉塞性黄疸により死去。
  - 7月4日 - 第2次森内閣（橋本:行政改革担当大臣兼沖縄開発庁長官）
- 2003年
  - 9月26日 - 小沢、民主党合流（民由合併）。
- 2005年
  - 9月11日 - 第44回衆議院議員総選挙（橋本不出馬、政界引退。渡部、民主党入党）
- 2006年
  - 4月7日 - 小沢、民主党代表就任。
  - 7月1日 - 橋本、多臓器不全により死去。
- 2007年
  - 7月29日 - 第21回参議院議員通常選挙。民主党、第一党。
- 2009年
  - 5月11日 - 小沢、民主党代表を辞任。後継の鳩山由紀夫代表の下で代表代行に就任。
  - 9月15日 - 小沢、民主党幹事長就任。
- 2010年
  - 6月 - 小沢、民主党幹事長辞任。
- 2012年
  - 7月9日 - 小沢、民主党を離党。翌11日国民の生活が第一を結党（後に日本未来の党）。
  - 11月16日 - 羽田・渡部、衆議院解散及び第46回衆議院議員総選挙不出馬に伴い政界引退。
  - 12月26日 - 生活の党結成。
- 2013年
  - 1月25日 - 小沢、生活の党代表に就任。
- 2017年
  - 8月28日 - 羽田、老衰により死去。
- 2020年
  - 8月23日 - 渡部、老衰により死去。
- 2021年
  - 10月31日 - 小沢、第49回衆議院議員総選挙において小選挙区で落選、比例復活。
- 2024年
  - 10月27日 - 小沢、第50回衆議院議員総選挙において小選挙区で当選。19選。

## 主な政局での対応・経歴
|                               | 小渕         | 梶山                | 橋本         | 羽田                             | 渡部                             | 奥田         | 小沢                                                               |
| ----------------------------- | ------------ | ------------------- | ------------ | -------------------------------- | -------------------------------- | ------------ | ------------------------------------------------------------------ |
| 金丸後継会長 （1992）         | 小渕         | 小渕                | 小渕         | 羽田                             | 羽田                             | 羽田         | 羽田                                                               |
| 新進党党首選 （1995）         | -            | -                   | -            | 羽田                             | 小沢                             | 羽田         | 小沢                                                               |
| 保保連合路線 （1997）         | 自社さ       | 保保                | 自社さ       | 野党共闘                         | 野党共闘                         | 野党共闘     | 保保                                                               |
| 自民党総裁選 （1998）         | 小渕         | 梶山                | 小渕         | -                                | -                                | -            | （梶山）                                                           |
| 内閣総理大臣                  | ○            | -                   | ○            | ○                                | -                                | -            | -                                                                  |
| 外務大臣                      | ○            | -                   | -            | ○                                | -                                | -            | -                                                                  |
| 大蔵大臣                      | ‐            | ‐                   | ○            | ○                                | ‐                                | ‐            | ‐                                                                  |
| 厚生大臣                      | ‐            | ‐                   | ○            | ‐                                | ○                                | ‐            | ‐                                                                  |
| 通産大臣                      | ‐            | ○                   | ○            | ‐                                | ○                                | ‐            | ‐                                                                  |
| 自治大臣 国家公安委員会委員長 | ‐            | ○                   | ‐            | ‐                                | ○                                | ○            | ○                                                                  |
| 内閣官房長官                  | ○            | ○                   | ‐            | ‐                                | ‐                                | ‐            | ‐                                                                  |
| 党首                          | 自民党総裁   | ‐                   | 自民党総裁   | 新生党党首 太陽党党首 民政党代表 | ‐                                | ‐            | 新進党党首 自由党党首 民主党代表 国民の生活が第一代表 生活の党代表 |
| 党幹事長                      | 自民（海部） | 自民（宮澤）        | 自民（宇野） | 民主（菅）                       | ‐                                | ‐            | 自民（海部） 新生（羽田） 新進（海部） 民主（鳩山）                |
| 国会対策委員長                | ‐            | 自民（海部 ・宮澤） | ‐            | ‐                                | 自民（竹下） 民主（前原 ・小沢） | 自民（海部） | ‐                                                                  |